# 鶴岡市立朝日中学校
鶴岡市立朝日中学校（つるおかしりつ あさひちゅうがっこう）は、山形県鶴岡市にある公立中学校である。

## 概要
- 旧朝日村地区にある唯一の中学校である。

## 沿革
- 1958年（昭和33年）4月1日 - 朝日村立本郷中学校と朝日村立東岩本中学校が統合して朝日村立朝日中学校が開校した。
- 1973年（昭和48年）4月1日 - 朝日村立大泉中学校と統合。
- 1977年（昭和52年）4月1日 - 朝日村立大鳥中学校と統合。
- 2005年（平成17年）10月1日 - 合併により鶴岡市立朝日中学校に改称[2]
- 2015年（平成27年）4月 - 新校舎完成[3]

## 学区
- 鶴岡市立あさひ小学校学区（旧朝日村全域）

## 生徒数
| 年度 | 男子 | 女子 | 計  |
| ---- | ---- | ---- | --- |
| 2012 | 59   | 65   | 124 |

## その他
山形県内には鶴岡市の他に朝日町にも朝日中学校があり、新聞では鶴岡市は市立朝日中学校、朝日町は町立朝日中学校として区別してされている。旧朝日村時代は村立朝日中学校だった。